# Grand Prix SAR La Princesse Lalla Meryem 2022
Grand Prix SAR La Princesse Lalla Meryem 2022 là một giải quần vợt nữ chuyên nghiệp thi đấu trên mặt sân đất nện. Đây là lần thứ 20 giải đấu được tổ chức và là một phần của WTA International trong WTA Tour 2022. Giải đấu diễn ra ở Rabat, Morocco, từ ngày 15 đến ngày 21 tháng 5 năm 2022.

## Điểm và tiền thưởng

### Phân phối điểm
| Sự kiện | VĐ  | CK  | BK  | TK | Vòng 1/16 | Vòng 1/32 | Q  | Q2 | Q1 |
| Đơn nữ  | 280 | 180 | 110 | 60 | 30        | 1         | 18 | 12 | 1  |
| Đôi nữ  | 280 | 180 | 110 | 60 | 1         | —         | —  | —  | —  |

### Tiền thưởng
| Sự kiện | VĐ      | CK      | BK      | TK     | Vòng 1/16 | Vòng 1/32 | Q2     | Q1   |
| Đơn nữ  | $43,000 | $21,400 | $11,500 | $6,175 | $3,400    | $2,100    | $1,020 | $600 |
| Đôi nữ  | $12,300 | $6,400  | $3,435  | $1,820 | $960      | —         | —      | —    |

## Nội dung đơn

### Hạt giống
| Quốc gia | Tay vợt             | Xếp hạng1 | Hạt giống |
| -------- | ------------------- | --------- | --------- |
| ESP      | Garbiñe Muguruza    | 10        | 1         |
| AUS      | Ajla Tomljanović    | 41        | 2         |
| ESP      | Nuria Párrizas Díaz | 51        | 3         |
| EGY      | Mayar Sherif        | 62        | 4         |
| HUN      | Anna Bondár         | 69        | 5         |
| CHN      | Zheng Qinwen        | 73        | 6         |
| NED      | Arantxa Rus         | 74        | 7         |
|          | Anna Kalinskaya     | 75        | 8         |
| SWE      | Rebecca Peterson    | 77        | 9         |

- Bảng xếp hạng vào ngày 9 tháng 5 năm 2022.[3]

### Vận động viên khác
Đặc cách:
- Petra Marčinko
- Garbiñe Muguruza
- Lulu Sun

Vượt qua vòng loại:
- Cristiana Ferrando
- Ekaterina Reyngold
- You Xiaodi
- Carol Zhao

Thua cuộc may mắn:
- Tessah Andrianjafitrimo
- Anna Danilina

### Rút lui
Trước giải đấu
- Magdalena Fręch → thay thế bởi  Marcela Zacarías
- Beatriz Haddad Maia → thay thế bởi  Catherine Harrison
- Ivana Jorović → thay thế bởi  Kristina Mladenovic
- Ann Li → thay thế bởi  Kamilla Rakhimova
- Yulia Putintseva → thay thế bởi  Ulrikke Eikeri
- Laura Siegemund → thay thế bởi  Dalma Gálfi
- Alison Van Uytvanck → thay thế bởi  Astra Sharma
- Wang Xinyu → thay thế bởi  Anna Danilina
- Zheng Qinwen → thay thế bởi  Tessah Andrianjafitrimo

## Nội dung đôi

### Hạt giống
| Quốc gia | Tay vợt             | Quốc gia | Tay vợt            | Xếp hạng1 | Hạt giống |
| -------- | ------------------- | -------- | ------------------ | --------- | --------- |
| JPN      | Eri Hozumi          | JPN      | Makoto Ninomiya    | 87        | 1         |
| ROU      | Monica Niculescu    |          | Alexandra Panova   | 114       | 2         |
|          | Natela Dzalamidze   |          | Kamilla Rakhimova  | 115       | 3         |
| FRA      | Kristina Mladenovic | JPN      | Ena Shibahara      | 123       | 4         |
| NOR      | Ulrikke Eikeri      | USA      | Catherine Harrison | 128       | 5         |

- 1 Bảng xếp hạng vào ngày 9 tháng 5 năm 2022.

### Vận động viên khác
Đặc cách:
- Yasmine Kabbaj /  Ekaterina Kazionova

### Rút lui
Trước giải đấu
- Anna Danilina /  Beatriz Haddad Maia → thay thế bởi  Anastasia Dețiuc /  Yana Sizikova
- Kristina Mladenovic /  Ena Shibahara → thay thế bởi  Clara Burel /  Kristina Mladenovic

## Nhà vô địch

### Đơn
- Martina Trevisan đánh bại  Claire Liu, 6–2, 6–1

### Đôi
- Eri Hozumi /  Makoto Ninomiya đánh bại  Monica Niculescu /  Alexandra Panova 6–7(7–9), 6–3, [10–8]